# Spongilla permixta
Spongilla permixta är en svampdjursart som beskrevs av W. Weltner 1895. Spongilla permixta ingår i släktet Spongilla och familjen Spongillidae.
Artens utbredningsområde är havet utanför Egypten. Inga underarter finns listade i Catalogue of Life.